# Nancy (album)
Nancy è un album in studio della cantante e attrice statunitense Nancy Sinatra, pubblicato nel 1969.

## Tracce
1. God Knows I Love You (Delaney Bramlett, Mac Davis) - 3:09
2. Memories (Billy Strange, Mac Davis) - 3:42
3. Just Bein' Plain Old Me (Lawrence Castleman) - 3:35
4. Here We Go Again (Donny Lanier, Red Steagall) - 3:09
5. My Dad (My Pa) (Herbert Martin, Michael Leonard) - 2:34
6. Light My Fire (Jim Morrison, John Densmore, Ray Manzarek, Robbie Krieger) - 3:05
7. Big Boss Man (Al Smith, Luther Dixon) - 5:01
8. My Mother's Eyes (Abel Baer, Wolfe Gilbert) - 3:26
9. I'm Just in Love (Scott Davis) - 3:23
10. Son of a Preacher Man (John Hurley, Ronnie Wilkins) - 2:49
11. Long Time Woman (Bob Lind) - 3:22
12. For Once in My Life (Orlando Murden, Ronald Miller) - 2:50